# Петар Кацаревић
Петар Кацаревић, звани Пера и Чича, био је војвода Српске четничке организације активне у малешевском крају.

## Биографија
Кацаревић је пореклом из Малеша на Кривом Бору код Берова.  Породица Кацаревић се приклонила Цариградској патријаршији. Вељко Кацаревић, православни свештеник из Берова, био је српски учитељ у крају у 19. веку  и управник српских школа у крају (1902). Илија Кацаревић, дипломац Призренске Богословије, био је свештеник и намесник беровски.
Његова чета се борила против Бугара код Малеша 10, 16, 20. и 21. новембра 1905. године без жртава.  Његова група од 12 бораца борила се са 186 османских војника на брду Криво Брдо код Берова 12. маја 1906. године, са 10 жртава; групу су издали бугарски егзархисти у Берову.  Погинуо је у борби на Малешу.